# Zebrasoma rostratum
Espèce
Statut de conservation UICN

DD : Données insuffisantes
Zebrasoma rostratum, aussi connu sous le nom de chirurgien à rostre[réf. nécessaire], est une espèce de poissons appartenant à la famille des Acanthuridae.

## Description
Le poisson atteint une longueur maximale de 21 cm à l'âge adulte.

## Distribution et habitat
Le Zebrasoma rostratum est un poisson marin de récif qui vit dans le Pacifique Sud, au large des côtes de l'archipel de la Société, des îles Marquises, des Îles de la Ligne, des îles Tuamoto ou encore des Îles Pitcairn.
Il peut vivre à des profondeurs d'eau de 10 à 60 mètres voire plus.

## Systématique
Le nom valide complet (avec auteur) de ce taxon est Zebrasoma rostratum (Günther, 1875).
L'espèce a été initialement classée dans le genre Acanthurus sous le protonyme Acanthurus rostratus Günther, 1875 qui en est donc un synonyme.